# Cecil Brooks III
Cecil Brooks III (Pittsburgh, 1961) is een Amerikaanse jazz-drummer en -componist. Hij is actief in de hard bop.
Brooks, de zoon van drummer Cecil Brooks II, kwam al als kind in aanraking met de muziek van Philly Joe Jones en Art Blakey, die thuis over de vloer kwamen. Eind jaren tachtig werkte hij  met onder meer Greg Osby, Geri Allen, en Lonnie Plaxico. In 1989 verscheen met the Collective zijn eerste album als leider, waarna al snel meerdere platen volgden. Hij werkt als componist en muziekuitgever en heeft een jazzclub in West Orange, New Jersey.

## Discografie
- The Collective, Muse, 1989
- Hangin' With Smooth, Muse, 1990
- Neck Peckin' Jammie, Muse, 1993
- Smokin' Jazz, Muse, 1996
- For Those Who Love to Groove, Savant, 1999
- Live at Sweet Basil, Savant, 2001
- Live at Sweet Basil, volume 2, Savant, 2002
- Double Exposure, Savant, 2006
- Hot D.O.G. (live), Savant, 2009